# BC Лебедя
BC Лебедя (BC Cyg, HIP 100404, BD + 37 3903) — переменная звезда в созвездии Лебедя. Среднее значение видимой звёздной величины составляет +9,97m. Предположительно входит в состав звёздной ассоциации Лебедь OB1 и принадлежащего ей рассеянного скопления Berkeley 87,2, находящегося на расстоянии около 1500 пк (4890 св. лет) от Солнца.
BC Лебедя является красным сверхгигантом спектрального класса M3I, обладает эффективной температурой 2858 — 3614 K. Является одной из крупнейших известных звёзд, радиус составляет, по различным оценкам, 856 — 1553 радиуса Солнца. Если рассматривать высокие значения оценки радиуса, то они превосходят 5 а. е. Таким образом, если бы BC Лебедя находилась на месте Солнца, то  все планеты от Меркурия до Юпитера оказались бы под поверхностью звезды. Среди звёзд, превосходящих BC Лебедя по размерам, можно указать VY Большого Пса, VV Цефея в Млечном Пути, WOH G64 в Большом Магеллановом Облаке. Масса BC Лебедя составляет 19 масс Солнца, темп потери массы оценивается в 3,12×10-9 массы Солнца в год; данные величины свидетельствуют о том, что в конце эволюции звезды произойдёт вспышка сверхновой. 
BC Лебедя считается пульсирующей переменной звездой, видимая звёздная величина меняется от +9,0 до +10,8 с периодом 720 ± 40 дней. Вероятно, между 1900 г и 2000 г звезда увеличила видимую яркость на 0,5m.